# Boeing Phantom Works
Boeing Phantom Works est une division de recherche et développement du constructeur d'avions US Boeing. Elle a été créée par le constructeur McDonnell Douglas avant sa fusion avec Boeing pour développer des technologies et des modèles militaires avancés. Après la fusion, son rôle a été élargi aux domaines commerciaux et spatiaux.

## Principaux projets réalisés
- X-32 Joint Strike Fighter : prototype de Boeing pour le programme JSF : Joint Strike Fighter
- Bird of Prey prototype de chasseur furtif
- A160 Hummingbird (en) hélicoptère sans pilote de Boeing
- X-45 UCAV : prototype de drone de combat
- X-37 Advanced Technology Demonstrator : prototype de véhicule orbital expérimental
- Pelican ULTRA : Concept d'avion cargo géant
- X-48B Blended Wing Body Concept : prototype d'aile volante à fuselage intégré
- X-53 Active Aeroelastic Wing (en) : prototype de chasseur à aile souple
- Quad TiltRotor (en) en collaboration avec le constructeur d'hélicoptère Bell Helicopter
- Boeing SolarEagle
- Boeing X-51 Wave-Rider